# Falcon Eye 2
Falcon Eye 2 (с англ. — «Соколиный глаз 2») — разведывательный спутник Объединённых Арабских Эмиратов (ОАЭ).

## История
Масса спутника Falcon Eye — 1200 килограммов. В разработке и производстве двух одинаковых спутников приняли участие компании Airbus Defence and Space и Thales Alenia Space. Airbus заключил контракты на их запуск в рамках контракта, который он подписал с Вооружёнными силами Объединённых Арабских Эмиратов в 2013 году. Стефан Исраэль, генеральный директор Arianespace сказал, что контракт на запуск предусматривает возможность их запуска, как с помощью ракеты-носителя (РН) «Вега», так и на РН «Союз».
Полёты РН «Вегa» были приостановлены после аварии 11 июля 2019 года, которая уничтожила спутник «Falcon Eye 1» ОАЭ, в результате чего был зарегистрирован страховой иск на сумму $415 млн.
До аварии РН «Вега» планировалось запустить следующий спутник «Falcon Eye 2» в ноябре 2019 года. Генеральный директор Arianespace, сказал, что Airbus, производитель спутника, попросил переключиться с РН «Вега» на РН «Союз», чтобы избежать дальнейших задержек с выводом «Falcon Eye 2» на орбиту. Этот новый спутник идентичен аппарату «Falcon Eye 1», оснащённому оптической камерой для военных и коммерческих применений, в том числе наблюдения за поверхностью Земли.
Запуск спутника «Falcon Eye» с космодрома Куру, на ракете «Союз-СТ-А», с разгонным блоком «Фрегат» первоначально был запланирован на 6 марта 2020 года. Затем запуск был перенесён на 7 марта 2020 года, из-за обнаруженной проблемы с платой блока обогрева одного из жидкостных ракетных двигателей малой тяги системы управления разгонным блоком "Фрегат". Однако, несмотря на некритичность проблемы (по утверждению российских специалистов) и готовность российской стороны обеспечить пуск, заказчик и компания Arianespace приняли решение о замене разгонного блока «Фрегат» на аналогичный, предназначавшийся для запуска французского спутника оптико-электронной разведки «CSO-2» и имеющийся на космодроме Куру. Для замены разгонного блока пришлось снять ракету-носитель со стартовой площадки, переместив её в монтажно-испытательный корпус и снова отодвинуть сроки запуска.

## Запуск
Спутник «Falcon Eye 2» планировалось запустить 14 апреля 2020 года на ракете-носителе «Союз-СТ-А» с космодрома Куру, затем дата запуска была перенесена на 16 октября 2020 года из-за замечаний к разгонному блоку «Фрегат», потом на 3 ноября 2020 года без объяснения причин. Попытки запуска 28 и 29 ноября 2020 года были отменены из-за погодных условий, запуск 30 ноября 2020 был отложен за несколько минут до старта из-за проблем с получением телеметрии.
Запуск состоялся 2 декабря 2020 года в 01:33 UTC.